# Quận Cherokee, Georgia
Quận Cherokee là một quận trong tiểu bang Georgia, Hoa Kỳ. Quận lỵ đóng ở thành phố Canton 6. Theo điều tra dân số năm 2010 của Cục điều tra dân số Hoa Kỳ, quận có dân số 214.346 người 2.

## Thông tin nhân khẩu
Theo điều tra dân 2 năm 2000, quận đã có dân số 141.903 người, 49.495 hộ, và 39.200 gia đình sống trong quận. Mật độ dân số là 335 người trên một dặm vuông (129/km ²). Có 51.937 đơn vị nhà ở với mật độ trung bình là 123 dặm vuông (47/km ²). Cơ cấu chủng tộc của dân cư sinh sống trong quận gồm có 92,41% người da trắng, 2,48% da đen hay Mỹ gốc Phi, 0,38% người Mỹ bản xứ, 0,80% người châu Á, Thái Bình Dương 0,03%, 2,61% từ các chủng tộc khác, và 1,29% từ hai hoặc nhiều chủng tộc. 5,42% dân số là người Hispanic hay Latino thuộc chủng tộc nào.
Có 49.495 hộ, trong đó 41,40% có trẻ em dưới 18 tuổi sống chung với họ, 67,20% là các cặp vợ chồng sống với nhau, 8,30% có chủ hộ là nữ không có mặt chồng, và 20,80% là không lập gia đình. 16,00% của tất cả các hộ gia đình đã được tạo thành từ các cá nhân và 4,10% có người sống một mình 65 tuổi trở lên đã được người. Bình quân mỗi hộ là 2,85 và cỡ gia đình trung bình là 3,18.
Độ tuổi dân cư với 28,30% ở độ tuổi dưới 18, 7,70% 18-24, 35,80% 25-44, 21,70% 45-64, và 6,60% 65 tuổi trở lên. Tuổi trung bình là 34 năm. Cứ mỗi 100 nữ có 100,70 nam giới. Cứ mỗi 100 nữ 18 tuổi trở lên, đã có 98,90 nam giới.
Thu nhập trung bình cho một hộ gia đình trong quận đã được 60.896 USD, và thu nhập trung bình cho một gia đình là 66.419 USD. Nam giới có thu nhập trung bình 44.374 đô la Mỹ so với 31.036 $ cho phái nữ. Thu nhập bình quân đầu người đạt 24.871 USD. Giới 3,50% gia đình và 5,30% dân số sống dưới mức nghèo khổ, trong đó có 5,50% của những người dưới 18 tuổi và 9,80% có độ tuổi từ 65 trở lên.